# 안성 칠장사 삼불회괘불탱
안성 칠장사 삼불회괘불탱(安城 七長寺 三佛會掛佛幀)은 대한민국 경기도 안성시 죽산면, 칠장사에 있는 조선시대의 불화이다. 1997년 8월 8일 대한민국의 보물 제1256호로 지정되었다.

## 개요
칠장사삼불회괘불탱은 영축산에서 석가가 설법하는 모습을 묘사한 영산회상도이다.
화면 구성은 석가불을 중심으로 한 하단과 노사나불과 아미타불이 있는 상단으로 구성되는데 사각형의 광배를 한 석가불의 주위를 팔대 보살과 십대제자, 사천왕 등이 에워싸고 있는 형상이다. 대좌 아래에는 사리불이 석가의 설법을 듣고 있다. 상단에는 아미타불과 보살처럼 화려한 보관을 쓴 노사나불이 사래보살에 의해 둘려 쌓여 있다. 아미타불과 노사나불 사이에는 보탑을 두어 화면을 구분하고 있다. 보탑 위로 반원형의 큰 광배 안에 9구의 보살을 중심으로 천상세계의 모습을 표현하였다.
숙종 36년(1710)에 그려진 이 괘불은 석가불이 그려진 하단 단독으로도 영산회상도를 묘사할 수 있는 독특한 구성을 보여주며, 상단과 합쳐서는 삼신불을 간략하게 표현한 구성을 하고 있다. 이러한 간략화한 구성 방식은 조선 후기에 유행하는 방법으로 이 괘불은 이런 구성을 잘 보여주는 훌륭한 작품이다.

## 같이 보기
- 칠장사

## 참고 자료
- 안성 칠장사 삼불회괘불탱 - 국가유산청 국가유산포털